# Maylandia thapsinogen
Espèce
Maylandia thapsinogen est une espèce de poissons d'eau douce de la famille des Cichlidae désormais considérée comme étant un synonyme de Maylandia pyrsonotos.